# Habracanthus azureus
Habracanthus azureus là một loài thực vật có hoa trong họ Ô rô. Loài này được D.N. Gibson mô tả khoa học đầu tiên năm 1972.